# Sant Roc de Vilablareix
Sant Roc de Vilablareix és una església de Vilablareix (Gironès) inclosa a l'Inventari del Patrimoni Arquitectònic de Catalunya.

## Descripció
És una edificació religiosa situada damunt un turó que porta el seu nom, Sant roc. Resta només la façana principal, que presenta la porta amb una gran llinda superior, un petit rosetó i una finestra lateral gòtica de gran simplicitat, formada per arcs conopials i impostes decorades.

## Història
Antigament era coneguda com a Sant Roc de les Núvies. El nom li ve de la tradició que deia que les noies que visitaven l'ermita, en un any ja eren casades. El 882 és documentada com a "basilica Sancti Christophori de Nobinolas" en la donació que feu el bisbe Teuter de Girona a la Seu gironina de diverses esglésies.